# Geoperingueyia attemsi
Geoperingueyia attemsi är en mångfotingart som beskrevs av Lawrence 1955. Geoperingueyia attemsi ingår i släktet Geoperingueyia och familjen storjordkrypare. Inga underarter finns listade i Catalogue of Life.